# Élections législatives allemandes de juillet 1932
Les septièmes élections fédérales allemandes se sont déroulées le 31 juillet 1932, sous la république de Weimar. Parallèlement à ce scrutin, se tient également des élections législatives dans le Land de Thuringe. 
Le nombre de sièges à pourvoir au Reichstag est passé de 577 en 1930 à 608 sièges. Le Parti national-socialiste des travailleurs allemands (NSDAP) confirme sa percée des élections précédentes et devient pour la première fois le premier parti allemand avec 37,3 % des suffrages (+ 19 points), passant de 107 sièges à 230.

## Contexte
Le Cabinet von Papen dissout le Reichstag le 4 juin face à l'impossibilité d'avoir une base politique assez forte. Le gouvernement mène une politique économique d'austérité, centrée sur la lutte contre le « bolchévisme » et l'abolition de la démocratie parlementaire. Il cherche pour cela à modifier l'article 54 de la Constitution pour que le gouvernement ne soit plus dépendant du Reichstag, sous l'influence du juriste Carl Schmitt. Ce projet est soutenu par les nazis en échange du retrait de l'interdiction des SA et des SS, ce qui est accepté le 16 juin.
Les élections se déroulent dans un climat de tension extrême avec de violentes émeutes qui ensanglantent le pays (près de 500 morts). Plusieurs régions allemandes (Bavière et Saxe notamment) sont le théâtre de violents affrontements entre militants communistes, nationalistes et nazis. La campagne électorale qui s'ensuit est extrêmement violente. Entre le 14 juin et le 20 juillet, les combats de rue font 99 morts dans la seule Prusse. Le 17 juillet à Altona (Hambourg), a lieu un affrontement dont le bilan est terrible : 17 morts et 100 blessés à cause des violences nationales-socialistes. Les forces de l'ordre sont dépassées et sous-équipées, ce qui oblige les autorités à déployer l’armée pour maintenir l'ordre. Ces affrontements seront utilisés par le gouvernement de la république pour justifier l'instauration d'un régime de plus en plus autoritaire pour garantir l’unité du pays[réf. nécessaire].

## Résultats
|                          |                                                              |            |       |       |        |     |
| Parti                    | Parti                                                        | Voix       | %     | +/-   | Sièges | +/- |
|                          | Parti national-socialiste des travailleurs allemands (NSDAP) | 13 745 680 | 37,27 | 19,02 | 230    | 123 |
|                          | Parti social-démocrate d'Allemagne (SPD)                     | 7 959 712  | 21,58 | 2,95  | 133    | 10  |
|                          | Parti communiste d'Allemagne (KPD)                           | 5 282 636  | 14,32 | 1,19  | 89     | 12  |
|                          | Zentrum (Z)                                                  | 4 589 430  | 12,55 | 0,63  | 75     | 7   |
|                          | Parti populaire national allemand (DNVP)                     | 2 178 024  | 5,91  | 1,12  | 37     | 4   |
|                          | Parti populaire bavarois (BVP)                               | 1 192 684  | 3,23  | 0,20  | 22     | 3   |
|                          | Parti populaire allemand (DVP)                               | 436 002    | 1,18  | 3,33  | 7      | 23  |
|                          | Parti allemand d'État (DStP)                                 | 371 800    | 1,01  | 2,77  | 4      | 16  |
|                          | Service populaire chrétien-social (CSVD)                     | 364 543    | 0,99  | 1,49  | 3      | 11  |
|                          | Parti du Reich des classes moyennes allemandes (WP)          | 146 876    | 0,40  | 3,50  | 2      | 21  |
|                          | Parti des fermiers allemands (DBP)                           | 137 133    | 0,37  | 0,60  | 2      | 4   |
|                          | Ligue agricole (DL)                                          | 96 851     | 0,26  | 0,29  | 2      | 1   |
|                          | Paysans allemands                                            | 90 554     | 0,25  | 2,92  | 1      | 18  |
|                          | Parti socialiste ouvrier d'Allemagne (SAPD)                  | 72 630     | 0,20  | Nv.   | 0      | Nv. |
|                          | Parti allemand hanovrien (DHP)                               | 46 927     | 0,13  | 0,28  | 0      | 3   |
|                          | Parti du Reich pour les droits civils et la déflation (VRP)  | 40 825     | 0,11  | 0,67  | 1      | 1   |
|                          | Autres partis                                                | 130 657    | 0,35  | –     | 0      | –   |
|                          |                                                              |            |       |       |        |     |
| Suffrages exprimés       | Suffrages exprimés                                           | 36 882 964 | 99,25 |       |        |     |
| Votes invalides          | Votes invalides                                              | 279 727    | 0,75  |       |        |     |
| Total                    | Total                                                        | 37 162 081 | 100   | –     | 608    | 31  |
| Abstentions              | Abstentions                                                  | 7 049 135  | 15,94 |       |        |     |
| Inscrits / participation | Inscrits / participation                                     | 44 211 216 | 84,06 |       |        |     |

## Conséquences
Cette dissolution est un échec total pour le cabinet qui diminue par deux sa base politique, alors que le NSDAP devient le premier groupe parlementaire. Cependant, Hindenburg refuse de nommer Hitler à la chancellerie, tandis que celui-ci refuse d'entrer au gouvernement comme ministre en coalition. Le cabinet reste en place et prononce la dissolution dès l'ouverture de la session du Reichstag en août.